# Olympische Sommerspiele 2004/Teilnehmer (Uruguay)
| Gelbes Symbol für Goldmedaillen mit stilisierten Olympischen Ringen | Graues Symbol für Silbermedaillen mit stilisierten Olympischen Ringen | Braundes Symbol für Bronzemedaillen mit stilisierten Olympischen Ringen |
| ------------------------------------------------------------------- | --------------------------------------------------------------------- | ----------------------------------------------------------------------- |
| —                                                                   | —                                                                     | —                                                                       |

Uruguay nahm an den Olympischen Sommerspielen 2004 in Athen, Griechenland, mit einer Delegation von 15 Sportlern (13 Männer und zwei Frauen) teil.

## Flaggenträger
Die Schwimmerin Serrana Fernández trug die Flagge Uruguays während der Eröffnungsfeier. Der ursprünglich für diese Zeremonie nominierte Radsportler Milton Wynants verzichtete, da sein Wettbewerb zeitnah zur Eröffnungsfeier terminiert war.

## Teilnehmer nach Sportarten

### Kanu
- Darwin Correa
Einer-Canadier, 500 Meter: Halbfinale
Einer-Canadier, 1000 Meter: Halbfinale

### Leichtathletik
- Heber Viera
200 Meter: Vorläufe

- Andrés Silva
400 Meter: Vorläufe

- Elena Guerra
Frauen, 1500 Meter: Vorläufe

### Radsport
- Milton Wynants
Punktefahren: 9. Platz
Madison: 10. Platz

- Tomás Margalef
Madison: 10. Platz

### Rudern
- Leandro Salvagno
Einer: 20. Platz

- Rodolfo Collazo
Leichtgewichts-Doppelzweier: 18. Platz

- José Reboledo
Leichtgewichts-Doppelzweier: 18. Platz

### Schwimmen
- José Mafio
50 Meter Freistil: 50. Platz

- Paul Kutscher
100 Meter Freistil: 41. Platz

- Martín Kutscher
200 Meter Freistil: 45. Platz
400 Meter Freistil: 39. Platz

- Serrana Fernández
Frauen, 100 Meter Rücken: 35. Platz

### Segeln
- Angel Segura
Windsurfen: 32. Platz

- Alejandro Foglia
Finn-Dinghy: 34. Platz